# Kalyandurg
Kalyandurg est une ville du district d'Anantapur dans l'État d'Andhra Pradesh en Inde. 
Selon le recensement de l'Inde de 2011, la localité compte une population de 32 328 habitants.